# جون ريتشارد كيتينغ
جون ريتشارد كيتينغ (بالإنجليزية: John Richard Keating)‏ هو كاهن كاثوليكي أمريكي، ولد في 20 يوليو 1934 في شيكاغو في الولايات المتحدة، وتوفي في 22 مارس 1998 في روما في إيطاليا.